# Skysurf
Lo skysurf è una tecnica di paracadutismo acrobatico in cui il paracadutista si lancia con una tavola da surf attaccata ai piedi.

## Svolgimento
La tavola è attaccata con un sistema che garantisce al paracadutista la possibilità di staccarla facilmente in caso di problemi con l'apertura del paracadute o altri problemi tecnici.
La tavola, comunemente, è più piccola di una tavola da surf, è come una tavola da snowboard o una grande da skateboard.
Quando uno paracadutista viene ripreso da un altro paracadutista, che si è lanciato accanto a lui, nel video sembra un surfista perché l'aria fa compiere gli stessi movimenti che si compiono cavalcando un'onda.